# .gp
.gp je internetová národní doména nejvyššího řádu pro Guadeloupe. .gp domény lze registrovat na nic.gp. Ceny jsou odlišné pro Guadeloupany (50 € za první 2 roky, 20 € každý další) a pro ostatní (200 € za první 2 roky, 100 € každý další).
Domény .gp lze použít například pro závody Grand Prix